# Dragfi

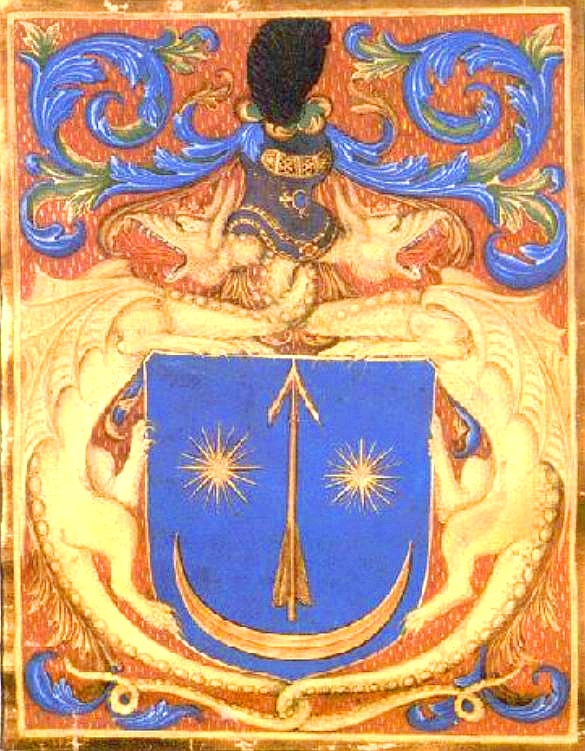

Familia transilvăneană Dragfi din Beltiug (maghiară Drágfy (Drágfi), Drágffy (Drágffi), Bélteki Drágffy) este o ramură a familiei voievodale a Drăgoșeștilor care se trăgea din Drag, comite în Maramureș, fiul lui Sas și nepot a lui Dragoș de Bedeu. Familia a avut un rol important în istoria Maramureșului și a Transilvaniei în secolul al XV-lea.
S-a remarcat și prin lupta pentru autonomia Bisericii Ortodoxe maramureșene și a sprijinit traducerea de texte bisericești în limba română. Au fondat multe mănăstiri printre care și Peri, fondată de Drag.
Printre cei mai importanți membri ai familiei a fost Bartolomeu Dragfi (Bértalan Drágffy), voievod al Transilvaniei (1493-1499), care i-a înfrânt pe turci la bătălia de la Câmpul Pâinii (1479).
Un alt membru a fost Ioan Dragfi (János Drágffy), comite al Timișoarei în 1525.

## Familia Dragfi de Beltiug
Descendenții Magistrului Drag:
1. Bélteki Drágffy Gheorghe Bélteki Drágfi György 1401-1433 căsătorit cu Potentiana Báthori de Ecsed decedată după 1414 si căsătorit cu NN.
11.Bélteki Drágffy Nicolae Bélteki Drágfi Miklós 1434 - 1480 căsătorit cu Eufemia (Afra) Jakcs de Kusaly 1459-1477
111. Bélteki Drágffy Bertalan, 1447-1501, căsătorit cu NN, căsătorit cu Dorottya Hédervári de Hédervár Hédervári Dorottya 1459-1509
1111. Bélteki Drágffy Emmeric (Imre) 1449
1112. Bélteki Drágffy Gheorghe Bélteki Drágfi György 1494-1508 căsătorit cu Borbála Országh de Guth, Guti Ország Borbála 1510-1525
11121. Bélteki Drágffy Sigismund (Zsigmond) 1508
1113. Bélteki Drágffy Ioan, Bélteki Drágffy János, Comite de Crasna, Comitele Solnocului de Mijloc, Országbiró, + Mohács 1526.08.29,  căsătorit cu Katalin Drugeth de Hommona 1522
11131. Bélteki Drágffy Gáspár 1516+1545.01.25 căsătorit cu Anna Báthori de Somlyó.
111311. Bélteki Drágffy Gheorghe (György) 1543.04.24 + 1555.10.10
111312. Bélteki Drágffy Ioan Bélteki Drágfi János 1544.05.06 + 1557.01.11
1114. Bélteki Drágffy Margit căsătorită cu Muschati Alexandru+ 1496.07.02, fiul lui Ștefan cel Mare.
11141. Ștefan Lăcustă, Ștefan al IV-lea Lăcustă 1508-1540 a fost domn al Moldovei între 18 septembrie 1538 - ucis la 01.12.1540, fiind nepotul lui Ștefan cel Mare, căsătorit cu Doamna Chiajna.
111411. Alexandru V. Muschati.
111412. Ștefan V. Muschati.
2. Bélteki Drágffy Alexandru (Sándrin) 1401-1433 căsătorit cu Veronica Sebesi. 1433-1461
21. Bélteki Drágffy Mihály